# Copa de la Liga Profesional 2024 (Final)
La Copa de la Reserva de la Liga Profesional 2024, oficialmente Copa Proyección Final «Sur Finanzas» 2024 por motivos de patrocinio, o simplemente Copa Final 2024 de la Reserva de la LPF, fue la quinta y última edición de esta competición organizada por la Liga Profesional de Fútbol, órgano interno de la Asociación del Fútbol Argentino. Comenzó el 16 de julio y finalizó el 10 de diciembre.
Lo disputaron los veintiocho equipos habilitados para la temporada 2024 de la reserva. El campeón fue el Club Atlético River Plate, que logró su primer título en la copa y obtuvo la clasificación al Trofeo de Campeones 2024.

## Equipos participantes
| Equipo                  | Ciudad                | Estadio                                             | Capacidad     |
| ----------------------- | --------------------- | --------------------------------------------------- | ------------- |
| Argentinos Juniors      | Buenos Aires          | Diego Armando Maradona                              | 26 000        |
| Atlético Tucumán        | San Miguel de Tucumán | Monumental José Fierro                              | 35 200        |
| Banfield                | Banfield              | Florencio Sola                                      | 34 900        |
| Barracas Central        | Buenos Aires          | Ciudad de Lanús-Néstor Díaz Pérez Tomás Adolfo Ducó | 47 027 48 314 |
| Belgrano                | Córdoba               | Julio César Villagra                                | 33 000        |
| Boca Juniors            | Buenos Aires          | Alberto J. Armando                                  | 54 000        |
| Central Córdoba         | Santiago del Estero   | Alfredo Terrera Único Madre de Ciudades             | 21 500 30 000 |
| Defensa y Justicia      | Gobernador Costa      | Norberto Tomaghello                                 | 20 000        |
| Deportivo Riestra       | Buenos Aires          | Guillermo Laza                                      | 3000          |
| Estudiantes             | La Plata              | Jorge Luis Hirschi                                  | 32 530        |
| Gimnasia y Esgrima      | La Plata              | Juan Carmelo Zerillo                                | 30 973        |
| Godoy Cruz              | Godoy Cruz            | Víctor Antonio Legrotaglie Malvinas Argentinas      | 14 000 42 500 |
| Huracán                 | Buenos Aires          | Diego Armando Maradona Tomás Adolfo Ducó            | 26 000 48 314 |
| Independiente           | Avellaneda            | Libertadores de América-Ricardo Enrique Bochini     | 49 592        |
| Independiente Rivadavia | Mendoza               | Bautista Gargantini                                 | 24 000        |
| Instituto               | Córdoba               | Juan Domingo Perón Mario Alberto Kempes             | 26 000 57 000 |
| Lanús                   | Lanús Este            | Ciudad de Lanús-Néstor Díaz Pérez                   | 47 027        |
| Newell's Old Boys       | Rosario               | Marcelo Bielsa                                      | 42 000        |
| Platense                | Vicente López         | Ciudad de Vicente López                             | 34 530        |
| Racing Club             | Avellaneda            | Presidente Perón                                    | 51 000        |
| River Plate             | Buenos Aires          | Monumental                                          | 84 567        |
| Rosario Central         | Rosario               | Gigante de Arroyito Único de San Nicolás            | 41 465 25 000 |
| San Lorenzo             | Buenos Aires          | Pedro Bidegain                                      | 47 964        |
| Sarmiento               | Junín                 | Eva Perón                                           | 23 000        |
| Talleres                | Córdoba               | Mario Alberto Kempes                                | 57 000        |
| Tigre                   | Victoria              | José Dellagiovanna                                  | 26 282        |
| Unión                   | Santa Fe              | 15 de abril                                         | 30 000        |
| Vélez Sarsfield         | Buenos Aires          | José Amalfitani                                     | 49 540        |

### Distribución geográfica de los equipos
| Jurisdicción                             | Cant. | Equipos |
| ---------------------------------------- | ----- | --- |
| Ciudad de Buenos Aires                   | 8     | Argentinos Juniors, Barracas Central, Boca Juniors, Deportivo Riestra, Huracán, River Plate, San Lorenzo, y Vélez Sarsfield |
| Conurbano bonaerense                     | 7     | Banfield, Defensa y Justicia, Independiente, Lanús, Platense, Racing Club, y Tigre                                          |
| Provincia de Santa Fe                    | 3     | Newell's Old Boys, Rosario Central, y Unión                                                                                 |
| Provincia de Córdoba                     | 3     | Belgrano, Instituto, y Talleres                                                                                             |
| Ciudad de La Plata                       | 2     | Estudiantes, y Gimnasia y Esgrima                                                                                           |
| Provincia de Mendoza                     | 2     | Godoy Cruz, e Independiente Rivadavia                                                                                       |
| Interior de la provincia de Buenos Aires | 1     | Sarmiento (J) |
| Provincia de Santiago del Estero         | 1     | Central Córdoba |
| Provincia de Tucumán                     | 1     | Atlético Tucumán |

## Sistema de disputa

### Primera fase
Llamada Fase de zonas. Los equipos se dividieron en dos grupos de catorce integrantes cada uno, donde juegan una ronda por el sistema de todos contra todos, más una fecha especial de clásicos/interzonales. Los ocho primeros de cada una clasificaron a la Fase final para determinar al campeón.

### Fase final
Se desarrolló en cuatro rondas de eliminación directa, a partido único. En los octavos de final, se jugó en el estadio del equipo mejor clasificado, mientras que en cuartos de final, semifinales y la final se disputaron en cancha neutral. En las tres primeras instancias, de haber habido empate se definió con tiros desde el punto penal, mientras que en la final se hubiera jugado un tiempo suplementario previo.

## Fase de zonas

### Zona 1
| Pos. | Equipo                      | Pts. | J  | G | E | P  | GF | GC | GC  |
| ---- | --------------------------- | ---- | -- | - | - | -- | -- | -- | --- |
| 1.o  | River Plate                 | 30   | 14 | 9 | 3 | 2  | 26 | 9  | 17  |
| 2.o  | San Lorenzo de Almagro      | 30   | 14 | 9 | 3 | 2  | 20 | 8  | 12  |
| 3.o  | Gimnasia y Esgrima La Plata | 25   | 14 | 8 | 1 | 5  | 18 | 21 | -3  |
| 4.o  | Vélez Sarsfield             | 24   | 14 | 7 | 3 | 4  | 27 | 14 | 13  |
| 5.o  | Rosario Central             | 24   | 14 | 7 | 3 | 4  | 20 | 9  | 11  |
| 6.o  | Racing                      | 24   | 14 | 7 | 3 | 4  | 18 | 15 | 3   |
| 7.o  | Belgrano (C)                | 22   | 14 | 7 | 1 | 6  | 26 | 20 | 6   |
| 8.o  | Argentinos Juniors          | 22   | 14 | 6 | 4 | 4  | 18 | 13 | 5   |
| 9.o  | Banfield                    | 22   | 14 | 7 | 1 | 6  | 16 | 14 | 2   |
| 10.o | Central Córdoba             | 20   | 14 | 5 | 5 | 4  | 12 | 10 | 2   |
| 11.o | Tucumán                     | 13   | 14 | 3 | 4 | 7  | 16 | 27 | -11 |
| 12.o | Deportivo Riestra           | 10   | 14 | 2 | 4 | 8  | 5  | 18 | -13 |
| 13.o | Barracas Central            | 7    | 14 | 1 | 4 | 9  | 4  | 18 | -14 |
| 14.o | Independiente Rivadavia     | 3    | 14 | 0 | 3 | 11 | 8  | 33 | -25 |

### Zona 2
| Pos. | Equipo                   | Pts. | J  | G | E | P | GF | GC | GC  |
| ---- | ------------------------ | ---- | -- | - | - | - | -- | -- | --- |
| 1.o  | Estudiantes de La Plata  | 31   | 14 | 9 | 4 | 1 | 24 | 6  | 18  |
| 2.o  | Newell's Old Boys        | 31   | 14 | 9 | 4 | 1 | 21 | 10 | 11  |
| 3.o  | Boca Juniors             | 27   | 14 | 8 | 3 | 3 | 16 | 5  | 11  |
| 4.o  | Lanús                    | 21   | 14 | 6 | 3 | 5 | 16 | 15 | 1   |
| 5.o  | Unión                    | 20   | 14 | 6 | 2 | 6 | 12 | 15 | -3  |
| 6.o  | Independiente            | 18   | 14 | 4 | 6 | 4 | 17 | 19 | -2  |
| 7.o  | Godoy Cruz Antonio Tomba | 17   | 14 | 5 | 2 | 7 | 14 | 15 | -1  |
| 8.o  | Defensa y Justicia       | 16   | 14 | 5 | 1 | 8 | 17 | 18 | -1  |
| 9.o  | Huracán                  | 16   | 14 | 3 | 7 | 4 | 15 | 19 | -4  |
| 10.o | Talleres (C)             | 16   | 14 | 4 | 4 | 6 | 9  | 15 | -6  |
| 11.o | Tigre                    | 15   | 14 | 4 | 3 | 7 | 12 | 22 | -10 |
| 12.o | Central Córdoba (SdE)    | 14   | 14 | 3 | 5 | 6 | 8  | 13 | -5  |
| 13.o | Sarmiento                | 12   | 14 | 2 | 6 | 6 | 9  | 13 | -4  |
| 14.o | Platense                 | 11   | 14 | 3 | 2 | 9 | 14 | 24 | -10 |

## Fase final

### Cuadro de desarrollo
|  | Octavos de final | Octavos de final            | Octavos de final       |                        |                         | Cuartos de final        | Cuartos de final | Cuartos de final |  |             | Semifinales | Semifinales | Semifinales |  |             | Final       | Final | Final |  |
|  |                  |                             |                        |                        |                         |                         |                  |                  |  |             |             |             |             |  |             |             |       |       |  |
|  |                  |                             |                        |                        |                         |                         |                  |                  |  |             |             |             |             |  |             |             |       |       |  |
|  | 1o               | River Plate                 | 2                      |                        |                         |                         |                  |                  |  |             |             |             |             |  |             |             |       |       |  |
|  | 1o               | River Plate                 | 2                      |                        |                         |                         |                  |                  |  |             |             |             |             |  |             |             |       |       |  |
|  | 8o               | Defensa y Justicia          | 0                      |                        |                         |                         |                  |                  |  |             |             |             |             |  |             |             |       |       |  |
|  | 8o               | Defensa y Justicia          | 0                      |                        | River Plate             | River Plate             | 2                |                  |  |             |             |             |             |  |             |             |       |       |  |
|  |                  |                             |                        |                        | River Plate             | River Plate             | 2                |                  |  |             |             |             |             |  |             |             |       |       |  |
|  |                  |                             | Rosario Central        | Rosario Central        | 0                       |                         |                  |                  |  |             |             |             |             |  |             |             |       |       |  |
|  | 4o               | Lanus                       | Rosario Central        | Rosario Central        | 0                       | 1                       |                  |                  |  |             |             |             |             |  |             |             |       |       |  |
|  | 4o               | Lanus                       |                        |                        |                         |                         |                  |                  |  |             |             |             |             |  |             |             |       |       |  |
|  | 5o               | Rosario Central             | 2                      |                        |                         |                         |                  |                  |  |             |             |             |             |  |             |             |       |       |  |
|  | 5o               | Rosario Central             | 2                      |                        |                         |                         |                  |                  |  | River Plate | River Plate | 4           |             |  |             |             |       |       |  |
|  |                  |                             |                        |                        |                         |                         |                  |                  |  | River Plate | River Plate | 4           |             |  |             |             |       |       |  |
|  |                  |                             | Newell's Old Boys      | Newell's Old Boys      | 2                       |                         |                  |                  |  |             |             |             |             |  |             |             |       |       |  |
|  | 2o               | Newells's Old Boys          | Newell's Old Boys      | Newell's Old Boys      | 2                       | 2                       |                  |                  |  |             |             |             |             |  |             |             |       |       |  |
|  | 2o               | Newells's Old Boys          |                        |                        |                         |                         |                  |                  |  |             |             |             |             |  |             |             |       |       |  |
|  | 7o               | Belgrano (C)                | 1                      |                        |                         |                         |                  |                  |  |             |             |             |             |  |             |             |       |       |  |
|  | 7o               | Belgrano (C)                | 1                      |                        | Newell's Old Boys       | Newell's Old Boys       | 4                |                  |  |             |             |             |             |  |             |             |       |       |  |
|  |                  |                             |                        |                        | Newell's Old Boys       | Newell's Old Boys       | 4                |                  |  |             |             |             |             |  |             |             |       |       |  |
|  |                  |                             | Independiente          | Independiente          | 0                       |                         |                  |                  |  |             |             |             |             |  |             |             |       |       |  |
|  | 3o               | Gimnasia y Esgrima La Plata | Independiente          | Independiente          | 0                       | 0 (2)                   |                  |                  |  |             |             |             |             |  |             |             |       |       |  |
|  | 3o               | Gimnasia y Esgrima La Plata |                        |                        |                         |                         |                  |                  |  |             |             |             |             |  |             |             |       |       |  |
|  | 6o               | Independiente               | 0 (4)                  |                        |                         |                         |                  |                  |  |             |             |             |             |  |             |             |       |       |  |
|  | 6o               | Independiente               | 0 (4)                  |                        |                         |                         |                  |                  |  |             |             |             |             |  | River Plate | River Plate | 2     |       |  |
|  |                  |                             |                        |                        |                         |                         |                  |                  |  |             |             |             |             |  | River Plate | River Plate | 2     |       |  |
|  |                  |                             | San Lorenzo de Almagro | San Lorenzo de Almagro | 1                       |                         |                  |                  |  |             |             |             |             |  |             |             |       |       |  |
|  | 1o               | Estudiantes de La Plata     | San Lorenzo de Almagro | San Lorenzo de Almagro | 1                       | 2                       |                  |                  |  |             |             |             |             |  |             |             |       |       |  |
|  | 1o               | Estudiantes de La Plata     |                        |                        |                         |                         |                  |                  |  |             |             |             |             |  |             |             |       |       |  |
|  | 8o               | Argentinos Juniors          | 0                      |                        |                         |                         |                  |                  |  |             |             |             |             |  |             |             |       |       |  |
|  | 8o               | Argentinos Juniors          | 0                      |                        | Estudiantes de La Plata | Estudiantes de La Plata | 0                |                  |  |             |             |             |             |  |             |             |       |       |  |
|  |                  |                             |                        |                        | Estudiantes de La Plata | Estudiantes de La Plata | 0                |                  |  |             |             |             |             |  |             |             |       |       |  |
|  |                  |                             | Unión                  | Unión                  | 1                       |                         |                  |                  |  |             |             |             |             |  |             |             |       |       |  |
|  | 4o               | Vélez Sarsfield             | Unión                  | Unión                  | 1                       | 1 (5)                   |                  |                  |  |             |             |             |             |  |             |             |       |       |  |
|  | 4o               | Vélez Sarsfield             |                        |                        |                         |                         |                  |                  |  |             |             |             |             |  |             |             |       |       |  |
|  | 5o               | Unión                       | 1 (6)                  |                        |                         |                         |                  |                  |  |             |             |             |             |  |             |             |       |       |  |
|  | 5o               | Unión                       | 1 (6)                  |                        |                         |                         |                  |                  |  | Unión       | Unión       | 1 (5)       |             |  |             |             |       |       |  |
|  |                  |                             |                        |                        |                         |                         |                  |                  |  | Unión       | Unión       | 1 (5)       |             |  |             |             |       |       |  |
|  |                  |                             | San Lorenzo de Almagro | San Lorenzo de Almagro | 1 (6)                   |                         |                  |                  |  |             |             |             |             |  |             |             |       |       |  |
|  | 2o               | San Lorenzo de Almagro      | San Lorenzo de Almagro | San Lorenzo de Almagro | 1 (6)                   | 2                       |                  |                  |  |             |             |             |             |  |             |             |       |       |  |
|  | 2o               | San Lorenzo de Almagro      |                        |                        |                         |                         |                  |                  |  |             |             |             |             |  |             |             |       |       |  |
|  | 7o               | Godoy Cruz Antonio Tomba    | 1                      |                        |                         |                         |                  |                  |  |             |             |             |             |  |             |             |       |       |  |
|  | 7o               | Godoy Cruz Antonio Tomba    | 1                      |                        | San Lorenzo de Almagro  | San Lorenzo de Almagro  | 1                |                  |  |             |             |             |             |  |             |             |       |       |  |
|  |                  |                             |                        |                        | San Lorenzo de Almagro  | San Lorenzo de Almagro  | 1                |                  |  |             |             |             |             |  |             |             |       |       |  |
|  |                  |                             | Boca Juniors           | Boca Juniors           | 0                       |                         |                  |                  |  |             |             |             |             |  |             |             |       |       |  |
|  | 3o               | Boca Juniors                | Boca Juniors           | Boca Juniors           | 0                       | 1                       |                  |                  |  |             |             |             |             |  |             |             |       |       |  |
|  | 3o               | Boca Juniors                |                        |                        |                         |                         |                  |                  |  |             |             |             |             |  |             |             |       |       |  |
|  | 6o               | Racing                      | 0                      |                        |                         |                         |                  |                  |  |             |             |             |             |  |             |             |       |       |  |
|  | 6o               | Racing                      | 0                      |                        |                         |                         |                  |                  |  |             |             |             |             |  |             |             |       |       |  |
|  |                  |                             |                        |                        |                         |                         |                  |                  |  |             |             |             |             |  |             |             |       |       |  |

|                                 |
|                                 |
| Campeón River Plate 1.er título |